# Alebra floridae
Alebra floridae är en insektsart som beskrevs av Hamilton 1995. Alebra floridae ingår i släktet Alebra och familjen dvärgstritar. Inga underarter finns listade i Catalogue of Life.